# Hermann Dold (Mediziner)
Hermann Dold (* 5. Oktober 1882 in Stuttgart; † 31. Oktober 1962 in Freiburg im Breisgau) war ein deutscher Hygieniker, Bakteriologe und Hochschullehrer.

## Leben
Hermann Dold war der Sohn des Lehrers Johann Jacob Dold und dessen Ehefrau Sofie, geborene Falter. Er beendete seine Schullaufbahn am Karls-Gymnasium Stuttgart 1900 mit dem Abitur. Anschließend absolvierte er ein Studium der Medizin und Naturwissenschaften an den Universitäten Tübingen sowie Berlin. Das Studium schloss er 1906 mit dem Staatsexamen ab und wurde noch im selben Jahr zum Dr. med. promoviert. Danach war er als Assistent am Marienhospital in Stuttgart und am pathologischen Institut der Universität Tübingen tätig. 1908 zog er nach London, wo er als Harben Demonstrator of Bacteriology and comparative Pathology am Royal Institute of Public Health eine Anstellung fand. Ab 1910 war er als wissenschaftlicher Mitarbeiter am Kaiserlichen Gesundheitsamt in Berlin beschäftigt. Nachdem er sich 1912 an der Universität Straßburg für die Fächer Bakteriologie und Hygiene habilitiert hatte, wirkte er dort als Privatdozent. Ab 1914 lehrte er zunächst als Dozent und später als Professor an der Deutschen Medizinschule für Chinesen in Shanghai. Nach Ausbruch des Ersten Weltkrieges war er Reservist beim III. Seebataillon, das in Tsingtau stationiert war. Im Rang eines Marineunterarztes geriet er noch 1914 in Kriegsgefangenschaft. Später schlossen sich Forschungsreisen durch China, Japan und Russland an.
Dold kehrte 1919 ins Deutsche Reich zurück, lehrte 1920 kurzzeitig an der Universität Halle das Fach Sozialhygiene und wechselte im Jahr darauf an das Staatsinstitut für experimentelle Therapie in Frankfurt am Main. Ab 1921 war er wissenschaftlicher Betriebsleiter der Behringwerke und ab 1924 Direktor des Behringinstitutes. Seit 1921 wirkte er an der Universität Marburg, wo er 1926 zum außerordentlichen Professor ernannt wurde. 1925 übernahm er die Leitung des serologischen Labors am Reichsgesundheitsamt und lehrte zeitgleich an der Universität Berlin. Ab 1928 wirkte er als ordentlicher Professor an der Universität Kiel, ab 1934 an der Universität Tübingen und von 1936 bis zu seiner Emeritierung 1952 an der Universität Freiburg im Breisgau. Während des Zweiten Weltkrieges war er von 1943 bis 1945 Dekan der medizinischen Fakultät.
Dold war unter anderem Mitautor des Handbuches für Tropenkrankheiten, entwickelte am Behringinstitut Testverfahren zum Nachweis von Tuberkulose und Syphilis, Autor des Lehrbuchs für Bakteriologie und forschte schließlich zu antibakteriellen Hemm- und Wandlungsstoffen. Er gehörte zu den Herausgebern der Zeitschrift für Hygiene und Infektionskrankheiten.
Er war mit Liselotte, geborene Plaschke, verheiratet. Das Paar bekam drei Kinder. 1940 wurde er in der Sektion „Mikrobiologie und Immunologie“ Mitglied der Leopoldina.

## Nationalsozialistische Betätigung und Nachkriegszeit
Dold, der während der Weimarer Republik von 1925 bis 1927 der DVP angehörte, unterzeichnete die Wahlaufrufe für die NSDAP vom 5./6. November 1932 und 3. März 1933. Nach der Machtergreifung der Nationalsozialisten trat er zum 1. Mai 1933 der NSDAP bei (Mitgliedsnummer 2.733.928). Ab 1934 gehörte er dem NS-Ärztebund an und saß in Tübingen der Deutschen Gesellschaft für Rassenhygiene vor. 1942 stellte er einen Antrag zur Aufnahme in den NS-Dozentenbund. Die Dissertation des KZ-Arztes Waldemar Hoven wurde von ihm mit „sehr gut“ bewertet. Hoven hatte zur Behandlung von Lungentuberkulose mit Kohlenstaub an KZ-Häftlingen geforscht. Auf Dolds Anordnung wurde 1944 belastendes Aktenmaterial vernichtet.
Nach Kriegsende wurde er durch die Militäradministration in der französischen Besatzungszone aufgrund seiner Mitgliedschaften in NS-Organisationen entnazifiziert. Seine Bezüge wurden um ein Viertel abgesenkt, jedoch konnte er im Hochschulamt verbleiben. Er war Miteigner und Gönner der rechtsextremen Monatsschrift Nation Europa.

## Schriften (Auswahl)
- Über die Wirkung des Äthylalkohols und verwandter Alkohole auf das isolierte Froschherz, Tübingen 1906 (Med. Dissertation an der Universität Tübingen)
- Bakterienanaphylatoxin und seine Bedeutung für die Infektion, 1913, (Habilitationsschrift Universität Straßburg)
- Tuberkulose und Alkoholismus, Neutr. Guttempler-Verl., Heidelberg 1913
- Hygienisches Praktikum: Ein Taschenbuch f. Studierende, Arzte u. Kreisarztkandidaten, Urban & Schwarzenberg, Berlin/Wien 1914 (gemeinsam mit Paul Uhlenhuth), Allgäuer Druckerei u. Verl.-Anst., Kempten (Allg.) 1953
- Wie steht es um den deutschen Volkskörper?, Lipsius & Tischer, Kiel 1931
- Untersuchungen von Milch und Milchprodukten der Breisgau-Milchzentrale Freiburg auf Tuberkel-Bakterien mit negativem Ergebnis : Ein Beitr. zur Frage d. Zuverlässigkeit e. sorgfältigen Pasteurisierung (Kurzzeit-Verfahren), Allgäuer Druckerei u. Verl.-Anst., Kempten (Allg.) 1953 (gemeinsam mit Gerhard Jordan)